# Simulium degrangei
Simulium degrangei är en tvåvingeart som beskrevs av Dorier och Jean Charles Marie Grenier 1960. Simulium degrangei ingår i släktet Simulium och familjen knott. Inga underarter finns listade i Catalogue of Life.